# Mounds (Illinois)
Mounds è un comune degli Stati Uniti d'America, situato in Illinois, nella Contea di Pulaski.